# Daniel Bernoulli
Daniel Bernoulli (Groningen, Hollandia, 1700. február 8.  – Bázel, Svájc,  1782. március 17.) svájci orvos, fizikus és matematikus.

## Életpálya
A család három generációja nyolc kiváló matematikust és fizikust adott. Legtöbbjük a bázeli egyetemen tanított. Gyermekkorától, apjától matematikát tanult. Üzleti, majd filozófiai és orvosi tanulmányokat folytatott. Bázelban, 1720-ban szerzett orvosi diplomát. A bázeli egyetemi sikertelen oktatói állásának pályázata után elfogadta a szentpétervári akadémia meghívását. Ajánlatára nevezték ki barátját, Eulert a szentpétervári akadémia adjunktusának. Bázelba 1734-ben tért vissza, ahol először növénytant és fiziológiát oktatott, majd 1750-ben elnyerte a fizikai tanszék vezetését.
Tudományos munkássága rendkívül sokoldalú volt. 1747-ben a berlini akadémia tagjává, a rákövetkező évben pedig a párizsi akadémia külső tagjává választották. 1750-ben a Royal Society és ezután még számos társaság megválasztással tüntette ki.
Daniel Bernoulli nőtlenül és gyermektelenül halt meg Bázelben 1782. március 17-én 82 éves korában.

## Kutatási területei

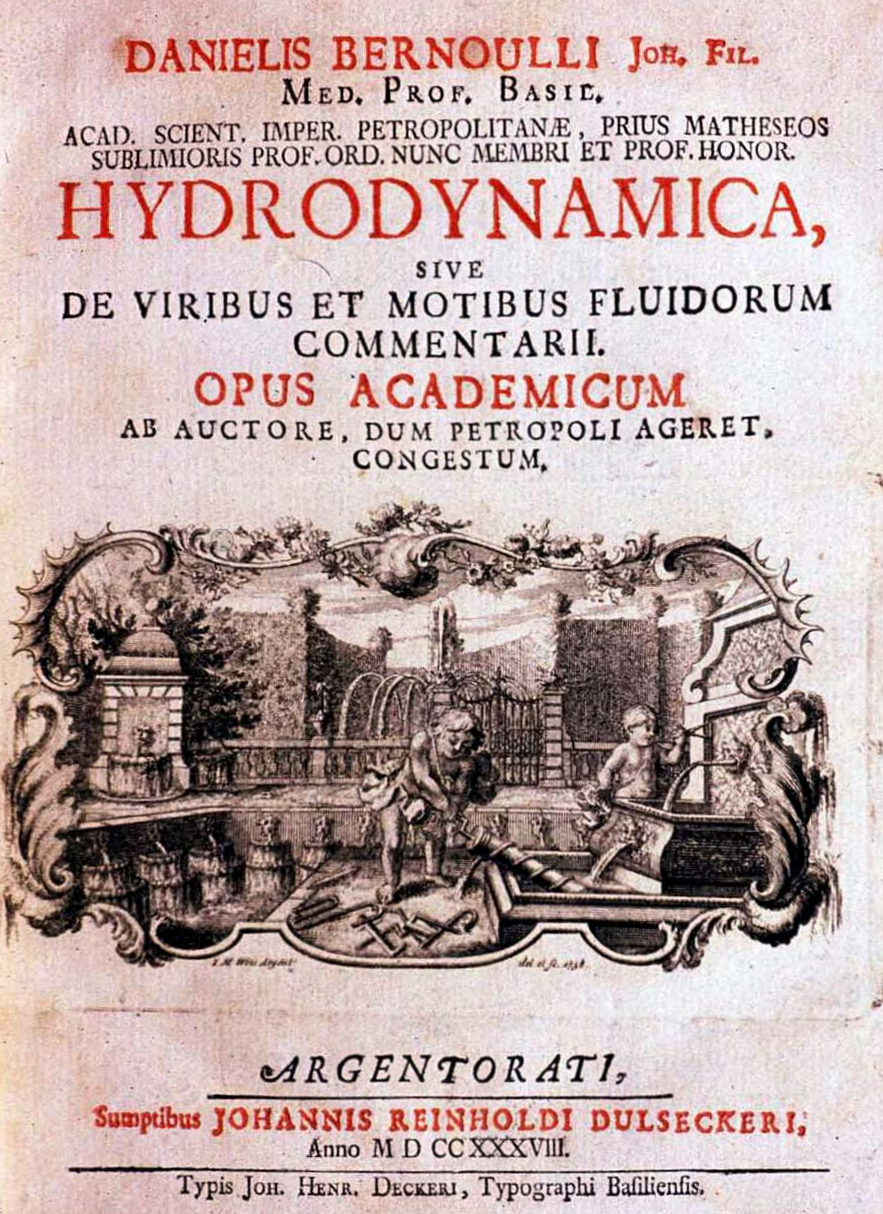
A Hydrodynamica sive de viribus et motibus fluidorum commentarii címlapja (1738)

Legfontosabb eredménye a stacionárius áramlásra vonatkozó Bernoulli-egyenlet. A hajózásban felmerülő gyakorlati problémák sorozatát oldotta meg. Foglalkozott a kinetikus gázelmélet megfogalmazásával is. A matematikában elért eredményeit részben Leonhard Eulerrel közösen érte el az algebra, a végtelen sorok elmélete, a differenciál- és integrálszámítás, valamint a valószínűségszámítás területén.
Dolgozatai különösen az általános mechanikai elveket és ezzel kapcsolatban a hidrodinamika alapelveit, továbbá az akusztikát érintik. Hidrodinamikája (Strasburg, 1738) az első mű, mely a folyadékok mechanikáját egy általános elvre támaszkodva az analízis segítségével tárgyalja. Az elv, amelyre a hidrosztatikát és hidrodinamikát egyaránt alapította, az eleven erők elve volt, melyet ő a tényleges esés és a potenciális emelkedés között fennálló egyenlőségnek nevezett. Az eleven erők elvét lényegében már Huygens alapította meg, Johann és Daniel Bernoulli azonban nagy érdemet szereztek az elv alkalmazása és érvényének általános kimutatása körül. Bernoullinak a húrok és pálcák lengésének matematikai elméletére vonatkozó vizsgálódásai úttörő jelentőségűek, éppúgy, mint a gázokra vonatkozó kutatásai a modern gázelmélet előfutárai.

## Írásai
- Hidrodinamika (1738)

## Szakmai sikerek
A párizsi Akadémia díját 10-szer nyerte el.